# Bruno Bénédetti
Pour les articles homonymes, voir Benedetti.
Bruno Bénédetti est un pongiste handisport français né le 18 juillet 1963 à Elbeuf, évoluant en classe 4 (paraplégique ayant une meilleure stabilité du tronc).
Aux Jeux paralympiques d'été de 1992 à Barcelone, il est médaillé d'argent en simple. Il remporte trois médailles aux Jeux paralympiques d'été de 1996 à Atlanta : une médaille d'or en simple classe 4, une médaille d'argent par équipes classes 4-5 et une médaille de bronze en simple open assis. Il est sacré champion paralympique par équipes en classe 4 aux Jeux paralympiques d'été de 2000 à Sydney et vice-champion paralympique en classe 4 aux Jeux paralympiques d'été de 2004 à Athènes.
Il est nommé chevalier de l'ordre national du Mérite le 18 septembre 1996 puis promu au grade d'officier le 22 novembre 2000.